# Западен жилищен блок
Западният жилищен блок (на италиански: Unità residenziale Ovest), разговорно известна като Талпòния (на италиански: Talponia), е жилищна сграда, разположена в град Ивреа, Пиемонт, Северна Италия. Тя е част от комплекса „Оливети“ – обект на световното наследство на ЮНЕСКО под името „Ивреа, индустриален град от XX век“.
Сградата е построена на ръба на парка на Вила Казана и се възползва от наклонения терен, създаден изкуствено, за да създаде двуетажен комплекс с полукръгъл план. Планът ѝ е изцяло под земята и е дълга около 300 метра. Състои се от 13 дуплексни жилища (т.е. на две нива) и 72 симплексни жилища, обслужвани от напълно проходима покрита улица, разпознаваема отвън по разположението на куполите от плексиглас. Днес тя е разделена на 81 индивидуални имота. Подобно на Новата офис сграда на Оливети тя бележи еволюцията на Ивреа от индустриален град към обслужващ град за индустрията през 70-те – 80-те години на 20 век.

## История
Проектът за сградата е възложен от Оливети на архитектите Роберто Габети и Аймаро Ореля през 1968 г. Клиентът иска структура, в която да се настаняват служители, които временно посещават Ивреа в централата на компанията.

## Описание
Сградата, разположена на специално създаден наклон, има за особеността представянето на полукръгъл план с радиус от 70 метра, изцяло под земята, с изключение на фасадата, обърната към големия вътрешен двор. Павираният покрив на конструкцията, достъпен от пътя, изглежда като нещо като квадратна тераса с изглед към вътрешния двор отдолу, зает от засаден хълм. Формата на фасадата, облечена в непрекъснато остъкляване, което се слива със стъклената балюстрада на горната тераса, напомня на известния Кралски полумесец в град Бат, Англия.
Комплексът, разположен на два етажа, се състои от 13 квартири от 120 квадратни метра, разположени на две нива, и 72 квартири на едно ниво от 80 квадратни метра, обслужвани от покрит път, който може да се премине изцяло, разпознаваем отвън по позиционирането на куполи в плексиглас.

## Галерия с изображения
- Изглед към покрива
- Покрив